# Paradoxe d'Ellsberg
 (septembre 2017).
Si vous disposez d'ouvrages ou d'articles de référence ou si vous connaissez des sites web de qualité traitant du thème abordé ici, merci de compléter l'article en donnant les références utiles à sa vérifiabilité et en les liant à la section « Notes et références ».

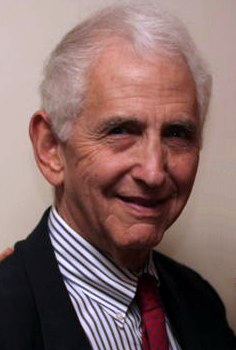
Daniel Ellseberg, à l'origine du paradoxe, en 2006

Le paradoxe d'Ellsberg est un phénomène connu de la théorie de la décision. Lorsque des gens ont à choisir entre deux options, la majorité se décide pour celle dont la loi de probabilité est connue. Cela se trouve en contradiction avec le principe de la chose sûre de la théorie de la décision.

## L'expérience d'Ellsberg
Daniel Ellsberg a décrit l'expérience suivante en 1961 :
Dans une urne, on place 90 boules, dont 30 sont rouges. Les boules restantes sont jaunes ou noires, leur distribution est inconnue.
Les personnes soumises au test doivent faire le choix de l'un des deux paris suivants  :
Pari A : Qui tire une boule rouge gagne, les boules jaunes et noires étant perdantes.
Pari B : Qui tire une boule jaune gagne, les boules rouges et noires étant perdantes.
La plupart des gens font le choix du pari A.
Et puis on change les paris de telle manière que dans chacun des cas, soit les boules rouges, soit les boules jaunes sont désormais perdantes :
Pari C : Qui tire une boule rouge ou noire gagne, les boules jaunes étant perdantes.
Pari D : Qui tire une boule jaune ou noire gagne, les boules rouges étant perdantes.
Dans ce cas, la plupart des gens font le choix du pari D. Cela semble en contradiction avec la décision précédente de prendre le pari A, étant donné que la boule rouge devient alors perdante, la probabilité pour que le pari A soit juste est donc l'opposé de celle du pari D (d'où la mention de paradoxe).
Ellsberg explique ce résultat par le choix entre le risque et l'incertitude : dans la notion de risque, la probabilité est connue (Exemple: lancer de dés, roulette russe, etc.) mais pas dans l'incertitude.
Les personnes soumises au test supposent, d'une manière prudente, que les distributions de boules jaunes et noires pourraient se révéler à leur désavantage et choisissent les deux fois le risque connu (1/3 dans le premier passage, 2/3 dans le deuxième).